# Периферійна одиниця
Периферійна одиниця — регіональна одиниця місцевого самоуправління Греції, введена 1 січня 2011 року із новим адміністративним поділом відповідно до Програми «Каллікратіс».
Географічно периферійні одиниці були сформовані так:
- У периферіях Центральна Македонія, Західна Македонія, Епір, Центральна Греція, Західна Греція, Пелопоннес, Крит периферійні одиниці збігаються із колишніми номами.
- У периферіях Східна Македонія і Фракія, Іонічні острови, Північні Егейські острови, Фессалія тільки частина периферійних одиниць географічно ототожнена із номами, решта сформована, виходячи з економіко-територіального обґрунтування.
- У периферіях Аттика і Південні Егейські острови периферійні одиниці визначені в кордонах без урахування меж колишніх номів, виходячи суто з економіко-територіального обґрунтування.

В адміністративному плані периферійна одиниця — не самоврядна організація, оскільки не може мати свою власну раду. Однак передбачається можливість створення органу регіональної одиниці (або групи одиниць в деяких випадках), яка відповідатиме перед обраним антипериферіархом (грец. αντιπεριφερειάρχης), тобто віце-периферіархом, який належить тій самій політичній партії, що й периферіарх.